# Občina Sveta Ana
Občina Sveta Ana je ena od občin v Republiki Sloveniji.

## Naselja v občini
Dražen Vrh, Froleh, Kremberk, Krivi Vrh, Ledinek, Lokavec, Rožengrunt, Sveta Ana v Slovenskih goricah, Zgornja Bačkova, Zgornja Ročica, Zgornja Ščavnica, Žice